# マサ (アリエージュ県)
マサ（フランス語: Massat）はフランス南西部アリエージュ県のコミューン。
旧国道618号、通称「ピレネーの道」沿いにある。

## 歴史
この地域の歴史は部族が複数の洞窟壁画をKer渓谷に残した旧石器時代にまで遡る。この村は後にロマーニュ卿により過密した人口のために生じた問題を解消させるための、人口の捌け口として利用されるようになる。1146年より住民と領主の間で互恵的権利を定めた複数の特許が締結された。渓谷では7世紀にわたって産業活動が行われてきた。5か所の製鋼所でカタルーニャ女性によって担われた石炭や鉄鉱石の鋳鉄もこのなかに含まれる。1820年以降、銅で鉄を溶かす手法が発見されたことにより村の産業的成功は消滅した。
後の19世紀には、バター生産を中心としたパストラル農業がマサ経済の主要な収入源となった。第一次世界大戦の影響で急増した田舎への移住に伴い、渓谷の人口は激減、1800年の1万7,000人から現在の1,700人にまで落ち込み、村の人口はわずか589人にまで減少した。